# Ce qu'on entend sur la montagne
 (février 2024).
Si vous disposez d'ouvrages ou d'articles de référence ou si vous connaissez des sites web de qualité traitant du thème abordé ici, merci de compléter l'article en donnant les références utiles à sa vérifiabilité et en les liant à la section « Notes et références ».
Ce qu'on entend sur la montagne S.95, également appelé (par le compositeur lui-même) Bergsinfonie (symphonie de la montagne) est le premier des treize poèmes symphoniques de Franz Liszt. L'œuvre a été écrite en 1847 et créée à Weimar en 1850, sous la direction du compositeur, qui la révisera ensuite en 1851, puis définitivement en 1857. Elle s'inspire librement d'un poème de Victor Hugo extrait du recueil les Feuilles d'automne. L'œuvre est dédiée à la princesse Carolyne de Sayn-Wittgenstein.
D'une durée approximative de 33 minutes, Ce qu'on entend sur la montagne est le plus long des poèmes symphoniques en un seul mouvement du XIXe siècle et ne sera, au XXe siècle, surpassé en durée que par Pelléas et Mélisande d'Arnold Schönberg, ce qui montre assez l'ambition de l'inventeur officiel du genre et du terme. L'œuvre, qui s'ouvre par une suite d'accords inquiétants à la tonalité incertaine, flottante, peut-être héritée de la Symphonie n° 9 de Beethoven et en tout cas prémonitoire du wagnérisme et même des premières recherches atonales, est construite sur l'opposition binaire entre deux thèmes : le premier menaçant, oppressant, parfois violent, représentant la gangue terrestre ; le second élégiaque, représentant la promesse céleste. Leur confrontation aboutit tantôt à de violentes luttes, tantôt à de longues plages méditatives où le développement semble comme suspendu. Le tout aboutit à une conclusion hymnique annonçant celles de la Faust-Sinfonie et de la Dante-Sinfonie, mais sans les chœurs.
Pour impressionnante qu'elle soit, l'œuvre pêche par sa longueur et le caractère quelque peu béat de son thème élégiaque, nettement moins mémorable que son thème maléfique. Liszt, qui en était conscient, reprendra les grands traits harmoniques et même quelques caractéristiques motiviques de son poème symphonique dans le premier mouvement de sa Faust-Sinfonie, qui restera, lui, une de ses réussites les plus éclatantes.
Notons enfin qu'en dépit de son titre, l'œuvre n'a aucune parenté de contenu avec des symphonies évocatrices de l'univers « touristique » de la montagne comme Jour d'été à la montagne de Vincent d'Indy ou Une symphonie alpestre de Richard Strauss.

## Enregistrements notables
- Kurt Masur avec l‘Orchestre du Gewandhaus de Leipzig
- Bernard Haitink avec l’Orchestre philharmonique de Londres
- Carl Schuricht avec l’Orchestre symphonique de la radio de Stuttgart
- Michel Plasson avec l‘Orchestre philharmonique de Dresde